# Sandra Klemenschits
Sandra Klemenschits (ur. 13 listopada 1982 w Salzburgu) – austriacka tenisistka, bliźniacza siostra Danieli Klemenschits, klasyfikowana w czołowej setce deblowego rankingu WTA.

## Kariera tenisowa
W 1996 roku rozpoczęła występy w kobiecych turniejach Międzynarodowej Federacji Tenisowej, partnerując siostrze. Pierwszy sukces Austriaczki osiągnęły w 2000 roku, kiedy to triumfowały w zawodach w Rabacie. W październiku wygrały trzy z rzędu imprezy w Kairze. Do grudnia 2006 roku skolekcjonowały dwadzieścia trzy tytuły w tego typu turniejach, wszystkie w grze podwójnej.
W sezonie 2005 osiągnęły finał w Stambule. W Budapeszcie i Sztokholmie doszły do półfinałów. Wystąpiły w Pucharze Federacji. W tym roku sklasyfikowane w gronie stu najlepszych deblistek na świecie.
W styczniu 2007 wykryto u niej nietypową postać nowotworu żołądka. To spowodowało jej decyzję o zakończeniu kariery sportowej. Jednocześnie na tę samą chorobę zapadła jej siostra. Postać raka u Sandry była jednak łagodniejsza niż u Danieli (zmarła 9 kwietnia 2008 roku). W leczenie tenisistek włączyli się najsłynniejsi zawodnicy na świecie.
W lipcu 2008 po otrzymaniu dzikiej karty wystąpiła w grze podwójnej w austriackim turnieju w Bad Gastein w parze z Niemką Marlene Weingärtner, odpadając w drugiej rundzie.
W 2011 roku osiągnęła finał zawodów w Fezie. Razem z partnerującą jej Niną Bratczikową uległy w finale Andrei Hlaváčkovej i Renacie Voráčovej 3:6, 4:6.
W lipcu 2013 roku zwyciężyła w rozgrywkach deblowych w Bad Gastein. Wspólnie z Andreją Klepač pokonały w meczu mistrzowskim Kristina Barrois–Eleni Daniilidu wynikiem 1:6, 4:6.

## Finały turniejów WTA
| Legenda                     | Legenda |
| --------------------------- | ------- |
| Wielki Szlem                |         |
| Igrzyska olimpijskie        |         |
| WTA Tour Championships      |         |
| 1988 – 2008                 |         |
| Kategoria I                 |         |
| Kategoria II                |         |
| Kategoria III               |         |
| Kategoria IV                |         |
| Kategoria V                 |         |
| 2009 – 2020                 |         |
| WTA Premier Mandatory       |         |
| WTA Premier 5               |         |
| WTA Premier                 |         |
| WTA International Series    |         |
| WTA 125K series (2012–2020) |         |

### Gra podwójna
| Końcowy wynik | Nr | Data             | Turniej     | Nawierzchnia | Partnerka            | Przeciwniczki                         | Wynik finału |
| ------------- | -- | ---------------- | ----------- | ------------ | -------------------- | ------------------------------------- | ------------ |
| Finalistka    | 1. | 21 maja 2005     | Stambuł     | Twarda       | Daniela Klemenschits | Marta Marrero Antonella Serra Zanetti | 4:6, 0:6     |
| Finalistka    | 2. | 24 kwietnia 2011 | Fez         | Ceglana      | Nina Bratczikowa     | Andrea Hlaváčková Renata Voráčová     | 3:6, 4:6     |
| Zwyciężczyni  | 1. | 21 lipca 2013    | Bad Gastein | Ceglana      | Andreja Klepač       | Kristina Barrois Eleni Daniilidu      | 6:1, 6:4     |